# Emanuel Silva
Emanuel Eduardo Pimenta Vieira Silva (Braga, 8 de diciembre de 1985) es un deportista portugués que compite en piragüismo en la modalidad de aguas tranquilas.
Participó en cinco Juegos Olímpicos, entre los años 2004 y 2020, obteniendo una medalla de plata en Londres 2012, en la prueba de K2 1000 m.
Ganó dos medallas en el Campeonato Mundial de Piragüismo, oro en 2013 y plata en 2014, y ocho medallas en el Campeonato Europeo de Piragüismo entre los años 2005 y 2015.

## Palmarés internacional
| Juegos Olímpicos   | Juegos Olímpicos            | Juegos Olímpicos  | Juegos Olímpicos |
| Año                | Lugar                       | Medalla           | Competición      |
| ------------------ | --------------------------- | ----------------- | ---------------- |
| 2012               | Londres (Reino Unido)       | Medalla de plata  | K2 1000 m        |
| Campeonato Mundial |                             |                   |                  |
| Año                | Lugar                       | Medalla           | Competición      |
| 2013               | Duisburgo (Alemania)        | Medalla de oro    | K2 500 m         |
| 2014               | Moscú (Rusia)               | Medalla de plata  | K4 1000 m        |
| Campeonato Europeo |                             |                   |                  |
| Año                | Lugar                       | Medalla           | Competición      |
| 2005               | Poznań (Polonia)            | Medalla de bronce | K1 1000 m        |
| 2010               | Corvera (España)            | Medalla de bronce | K2 500 m         |
| 2011               | Belgrado (Serbia)           | Medalla de oro    | K4 1000 m        |
| 2011               | Belgrado (Serbia)           | Medalla de bronce | K2 500 m         |
| 2013               | Montemor-o-Velho (Portugal) | Medalla de plata  | K4 1000 m        |
| 2014               | Brandeburgo (Alemania)      | Medalla de oro    | K2 500 m         |
| 2014               | Brandeburgo (Alemania)      | Medalla de bronce | K4 1000 m        |
| 2015               | Račice (República Checa)    | Medalla de plata  | K4 1000 m        |